# Демарк
Банк «Демарк» ― бывший крупнейший по размерам черниговский банк, основанный 10 июля 1992 года в городе Чернигов. У банка было более 60 отделений в Чернигове, области и Украине в целом. Фактически банк прекратил работу в августе 2014. Это было значительным событием для черниговцев — у многих жителей города были вклады в этом банке, но не всем выплатили компенсации. Очереди в отделениях других банков, особенно в Ощадбанке и Приватбанке, куда была переведена большая часть клиентов, наблюдались с лета до конца 2014 года.

## История
Банк основан 10 июля 1992 года как закрытое акционерное общество. 19 июля 1993 года реогранизован в открытое акционерное общество. 10 ноября 2009 г. Открытое акционерное общество "Банк «Демарк» получило новое Свидетельство о государственной регистрации юридического лица и изменило свое наименование в Публичное акционерное общество "Банк «Демарк». В декабре 2005 года банк получил право на открытие счетов для выплаты пенсий и получения пособий. В 2008 году вошёл в топ-100 крупнейших банков Украины.

## Состояние на момент банкротства
На момент банкротства 49 % акций банка принадлежали уроженцу Луганской области, гражданину Украины Шинковенко Андрею Васильевичу через компанию «Фининвест», которая приобрела их в 2006 году. Остальные акции принадлежали 206 и 16 юридическим лицам. По состоянию на 31 декабря 2013 года у банка было 58 отделений, из низ 39 ― в Чернигове. 84 % средств банка приходилось на счета физических лиц. В Чернигове банк обслуживал многие бюджетные организации города.

## Банкротство
Проблемы у банка начались в начале 2014 года. Он получил от НБУ кредит в размере 40 млн грн., но это не помогло стабилизировать ситуацию. С 1 августа 2014 банк перестал выполнять свои обязательства, начали закрываться отделения банка. Клиентам перестали выплачивать средства. Убыток достиг 18 млн гривен, задолженность перед клиентами возросла до 40 млн гривен. В Чернигове возникла паника, поскольку на карты банка значительная часть горожан получали пенсии и зарплаты. Часть клиентов была переведена в Ощадбанк и Приватбанк. По городу прошёл слух, что Коломойский захотел забрать Демарк себе. До 19 сентября НБУ никак не реагировал на ситуацию в банке. 19 сентября Прокуратура Чернигова возбудила дело по присвоению должностными лицами банка Демарк кредита на сумму более 40 млн грн. 29 сентября НБУ ввёл временную администрацию во главе с Владимиром Приходько. По словам представителей Нацбанка, все время, пока люди штурмовали банк, чтобы получить собственные средства, Национальный банк искал инвесторов для продажи банка. Компенсации вкладчикам банка начали выплачивать только 1 ноября. Максимальная сумма выплат составила 200 тыс. грн. В первую очередь компенсацию выплачивали клиентам, получавшим в банке зарплаты и пенсии, а также вкладчикам, у которых уже истек срок выдачи вкладов.